# Lepidanthrax morphrus
Lepidanthrax morphrus är en tvåvingeart som beskrevs av Hall 1976. Lepidanthrax morphrus ingår i släktet Lepidanthrax och familjen svävflugor. Inga underarter finns listade i Catalogue of Life.